# Vitis romanetii
Vitis romanetii là một loài thực vật hai lá mầm trong họ Nho. Loài này được Rom. Caill. miêu tả khoa học đầu tiên năm 1883.